# Принудительный оргазм

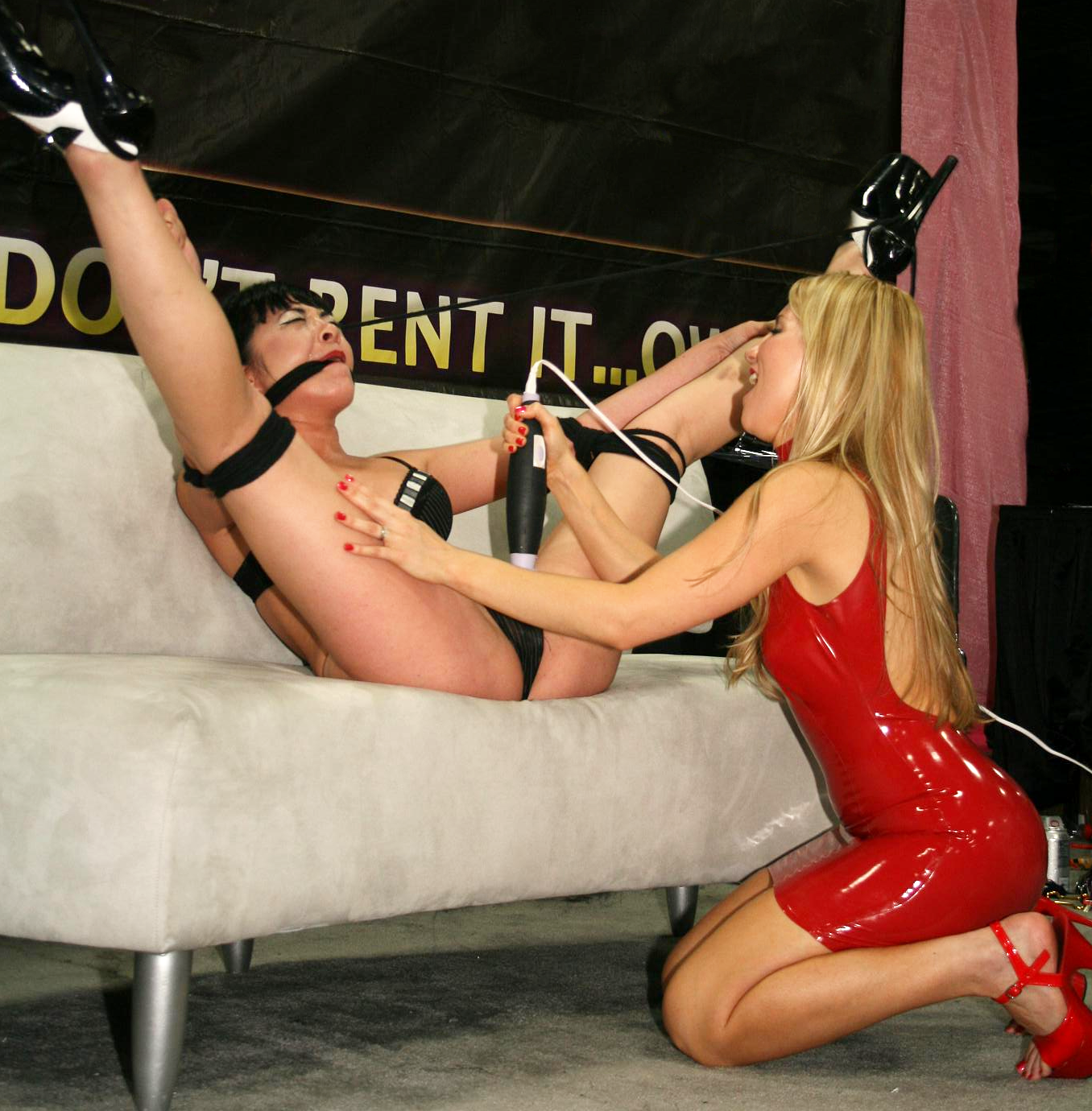
Связанная девушка получает принудительный оргазм на выставке EXXXOTICA 2008

Принуди́тельный орга́зм (англ. forced orgasm) — сексуальная БДСМ-практика, форма управления оргазмом, когда активный партнёр сексуально стимулирует подчинённого партнёра с целью вызвать неуправляемый непроизвольный оргазм, тогда как стимулируемый партнёр пытается сдержать наступающий оргазм. При этом подчинённый партнёр может быть скован в движениях, что позволяет активному партнёру полностью контролировать степень стимуляции и её длительность.